# Jesús Solórzano
Jesús (Chucho) Solórzano Dávalos, El Rey del Temple (n. Morelia; 10 de enero de 1908 - f. Ciudad de México; 25 de septiembre de 1989) fue un torero mexicano.

## Biografía
Hijo de una familia michoacana acomodada, su padre fue don Jesús José Solórzano Pliego y su madre María Felisa Dávalos. Su interés por el toreo surgió de la mano del torero sevillano Pepe El Algabeño. Debutó en 1927 y tomó la alternativa en México el 15 de diciembre de 1929, con Félix Rodríguez como padrino y en 1930 en España en la Maestranza de Sevilla, de la mano de Manuel Lalanda, tras pasar unos meses como novillero de nuevo para curtirse por consejo de sus amigos Antonio Márquez y Juan Pedro Domecq. El año que más corridas firmó fue en 1932 en España. Tras dos graves cornadas a mediados de la década de 1930, su carrera decayó, si bien fueron muchas las faenas notables que todavía pudo realizar. Se le consideró un torero elegante y fino en la plaza, al que se le reprochó falta de ambición. Fue padre del también torero Jesús Solórzano Pesado.